# Спостереження Елвіса

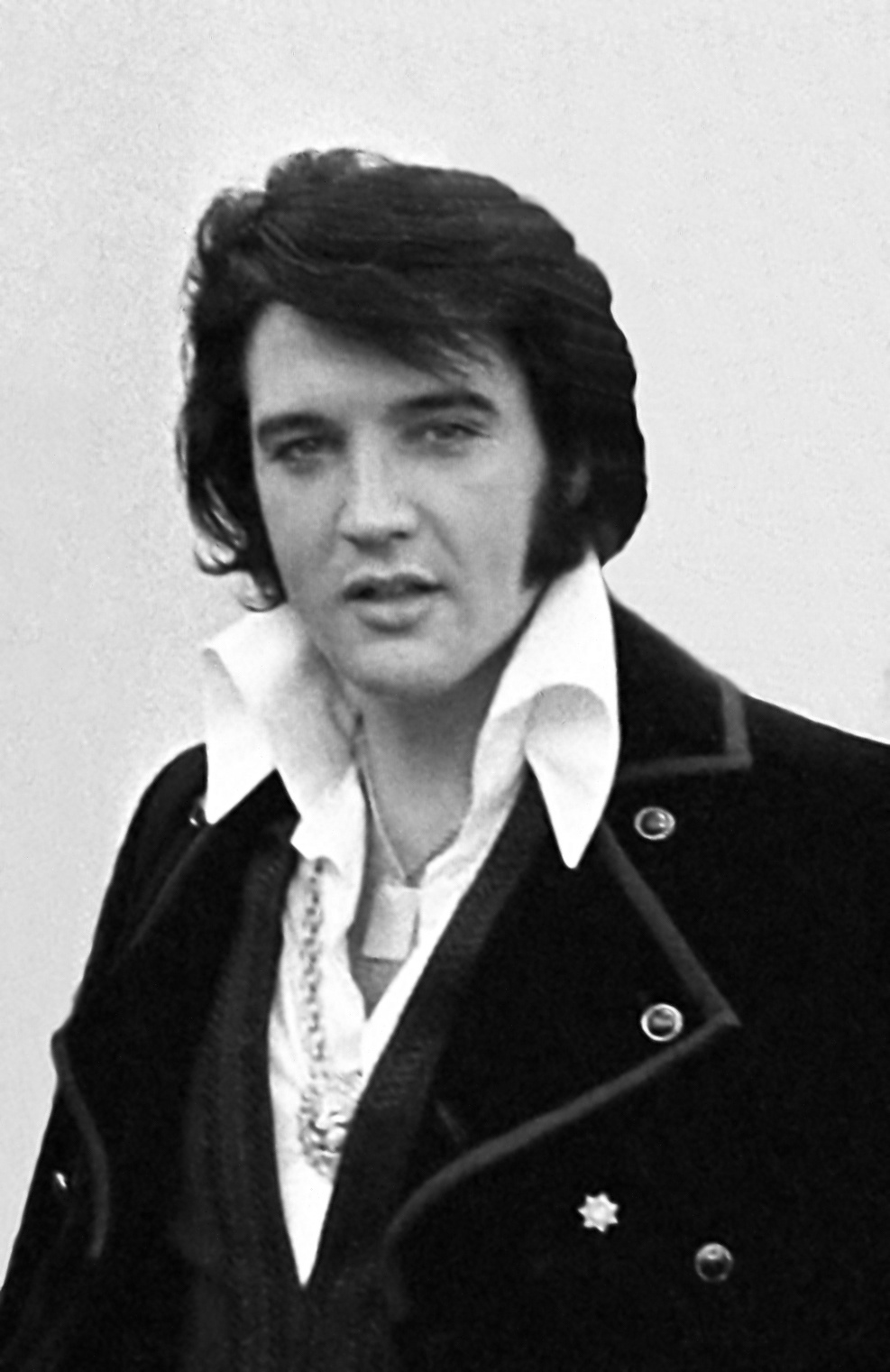
Елвіс перед зустріччю з президентом Річардом Ніксоном у 1970 році, фотографія Білого дому фотографа Оллі Аткінса

Повідомлялося, що американського співака Елвіса Преслі бачили після його смерті в 1977 році. Теорію змови про те, що Елвіс не помер, а замість цього переховувався, популяризували Гейл Брюер-Джорджіо та інші автори.

## Помітні претензії щодо огляду
Найдавніше відоме передбачуване побачення Елвіса після смерті відбулося на наступний день після його смерті, у серпні 1977 року, в міжнародному аеропорту Мемфіса: чоловік, схожий на Елвіса, назвався «Джон Берроуз», це було те саме ім'я, яке Елвіс використав під час бронювання. готелі. У той час можна було сісти на рейс без посвідчення особи, використовуючи лише квиток на літак.
Серія передбачуваних спостережень відбулася в Каламазу, штат Мічиган, наприкінці 1980-х років. У Каліфорнії багато людей вірили, що бачили Елвіса в каліфорнійському парку розваг Леголенд незабаром після відкриття в 1999 році. Пізніше з'ясувалося, що імітаторів Елвіса було найнято як атракціон для вшанування пам'яті Преслі.
Наприкінці 1988 року звукозаписний лейбл LS Records випустив пісню " Spelling on the Stone «, яку виконав невідомий вокаліст, видаючи себе за Преслі. Розповідь пісні свідчить про те, що Преслі насправді не помер. Почуття пісні в музичних форматах кантрі призвело до того, що багато слухачів подзвонили на радіостанції та повідомили про те, що побачили співака після того, як почули пісню, у той час, як програмні директори зазначених станцій сперечалися, чи був вокальний трек пісні насправді Преслі.

### Щотижневі світові новини

Обкладинка випуску Weekly World News за 23 липня 1991 року. Ця фотографія насправді є фотографією Оллі Аткінса, відредагованою, щоб зробити Преслі старшим

Можливо, ця пісня була відповіддю на книгу Гейл Брюер-Джорджіо „Чи живий Елвіс?“ 1988 року. , стверджуючи, що він був. Едді Клонц, редактор „Weekly World News“, не лише перевів статтю про цю книгу в заголовок „Елвіс живий“, але, зважаючи на захоплену реакцію читачів, продовжив її, приймаючи будь-яку заяву, надіслану поштою, що читач мав бачив Елвіса і розглядав це як факт: Ми б сказали, що Елвіс був ще живий, і зробили б картину того, як Елвіс мав би виглядати в той час. Ми отримали б десятки телефонних дзвінків. Якщо хтось дзвонить і каже: „Я бачив Елвіса“, ви не намагалися спростувати заголовок. — Ієн Колдер
Таблоїдна газета випустила цілу серію статей, кожна з яких стверджувала, що відстежує подальшу появу чи пригоду таємно живого Елвіса. „Історія“ цього Елвіса розвивалася, включаючи інцидент, коли він зламав ногу під час аварії на мотоциклі (рясне фото), одужав, подорожував Північним Заходом і Канадою тощо.
Загалом Сага про Елвіса на WWN охопила щонайменше 57 різних статей. Однак у 1992 році газета Weekly World News завершила сюжет заголовком „Елвіс помер у віці 58 років“.

### Посмертна кінокар'єра
Ходили чутки, що Елвіс з'явився на задньому плані в аеропорту у фільмі 1990 року „Сам удома“. Стверджували, що бородатий чоловік у водолазці та спортивній куртці, якого можна було побачити через ліве плече героїні Кетрін О'Хара, коли вона сперечалася зі службовцем авіакомпанії, був Елвісом. Дослідник паранормальних явищ Бен Редфорд відповів на те, що Елвіс побачив віруючих, сказавши: „Навіщо імітувати свою смерть, а потім з'являтися статистом у популярному фільмі? Як актори та знімальна група могли не помітити присутності однієї з найвідоміших постатей у світі“. ? Навіть якби він виглядав зовсім інакше, чи міг він приховати свій голос і манери?» Редфорду довелося знайти актора, який грав цю роль, щоб довести, що це не Елвіс. Він пояснив, що тягар доведення лежить на особі, яка подає претензію. В інтерв'ю USA Today режисер Кріс Коламбус відповів: «Якби Елвіс був на знімальному майданчику, я б знав».
Після того, як Редфорд доручив йому встановити справжню особу статиста, Кенні Біддл провів розслідування та виявив, що цим чоловіком був Гері Річард Гротт, який помер від серцевого нападу в лютому 2016 року. Біддл знайшов сина Гротта, Романа, який пояснив, що його батько справді був статистом у сцені в аеропорту «Сам удома» та що він особисто знав режисера Кріса Коламбуса. Через це він з'явився в ряді своїх фільмів як статист, у тому числі «Сам удома».

### Файли Елвіса
Білл Біксбі, який знявся разом з Елвісом у серіалах Clambake і Speedway, був ведучим двох спеціальних телевізійних програм, присвячених розслідуванню змови: The Elvis Files (1991) і The Elvis Conspiracy (1992). Змова також була представлена у відеогрі 1990 року Les Manley in: Search for the King, де головний герой намагається знайти Елвіса (відомого в грі як " Король "), щоб виграти змагання на мільйон доларів. Пізніше Біксбі був засмічений у телевізійному скетч-шоу In Living Color, де Джим Керрі зіграв Біксбі, коли він із групою мисливців вистежує Елвіса у вигляді Бігфута.
У січні 2015 року фейковий новинний веб-сайт стверджував, що 80-річний бездомний чоловік із Сан-Дієго, на ім'я Джессі був посмертно ідентифікований за допомогою ДНК як Елвіс Преслі. Схожого на вигляд чоловіка бачили, працюючи доглядачем у Graceland у 2016 році, і вважалося, що він також був Елвісом. Деякі вважають, що Елвіс сам був присутній на своєму 82-му дні народження. Літній чоловік з охороною навколо нього, весь сиве волосся, сива борода, сонцезахисні окуляри та кепка, на думку теоретиків змови, був Елвісом.
Деякі вважають, що Елвіс був пов'язаний з мафією під час своєї рок-зірки, служив агентом під прикриттям і був розкритий. Тому вони вважають, що він інсценував власну смерть, щоб уникнути їхнього гніву.

## У популярних ЗМІ
Твердження про частоту побачень з Елвісом стали відомими у 1980-х роках, перетворившись на явище поп-культури саме по собі.
- У фільмі 2002 року «Бабба Хо-Теп» Брюс Кемпбелл зіграв роль Преслі, який інсценував свою смерть і жив під ім'ям «Себастьян Гафф».
- У двох інших фільмах, Elvis Has Left the Building[16] (2004) і 3000 Miles to Graceland (2001), згадується, що Елвіс живий або бачить.
- Сімпсони регулярно згадують, що Елвіс живий.
- В епізоді «Suspicious Minds» ALF ALF вважає, що сусідом є Елвіс Преслі.
- У "Людях у чорному " агент К каже, що Елвіс не помер, а просто «поїхав додому», імовірно, на чужу планету походження.
- Шок-атлети в 1980-х регулярно згадували про спостереження Елвіса, як і Saturday Night Live. У Living Colour також робили сегменти, які нібито полювали на Елвіса, як на криптида.[17]
- У Death Becomes Her Елвіса показано на таємній вечірці з іншими неживими знаменитостями, включаючи Мерилін Монро, Джеймса Діна та Енді Ворхола.